# Михайловское (Судиславский район)
Михайловское — деревня в Расловском сельском поселении Судиславского района Костромской области России.

## География
Деревня расположена у реки Меза.

## История
Согласно Спискам населенных мест Российской империи в 1872 году деревня относилась к 1 стану Костромского уезда Костромской губернии. В ней числилось 10 дворов, проживало 19 мужчин и 16 женщин.
Согласно переписи населения 1897 года в деревне проживало 134 человека (62 мужчины и 72 женщины).
Согласно Списку населенных мест Костромской губернии в 1907 году деревня относилась к Богословской волости Костромского уезда Костромской губернии. По сведениям волостного правления за 1907 год в ней числилось 24 крестьянских двора и 158 жителей. Основным занятием жителей деревни, помимо земледелия, была работа чернорабочими.
До муниципальной реформы 2010 года деревня являлась административным центром Михайловского сельского поселения Судиславского района.
В феврале 2015 года в местной школе точку широкополосного доступа в интернет открыл министр связи и массовых коммуникаций России Николай Никифоров.

## Население
| 1872 | 1897 | 1907 | 2008 | 2010 | 2014 |
| ---- | ---- | ---- | ---- | ---- | ---- |
| 35   | ↗134 | ↗158 | ↗468 | ↘423 | ↗499 |

## Инфраструктура
В деревне имеется 7 улиц и 95 домов. В неё расположены школа, детский сад, почтовое отделение, сельскохозяйственный производственный кооператив «Боевик».

## Известные люди
В деревне родился Герой Советского Союза Алексей Константинович Голубков (1912—44).